# 장룽웨이
장룽웨이(중국어 정체자: 張榮味, 병음: Zhāng Róngwèi, 한자음: 장영미, 1957년 7월 10일 ~ )는 중화민국의 정치인이다.

## 학력
- 대만성 자이농업전과학교 산림자원관리 평생교육학사

## 같이 보기
- 중국국민당